# Svansben

Svansbenet är fäst under korsbenet, längst ner på ryggraden.

Svansbenet, os coc'cygis eller coccyx, är ett trekantigt ben i människans skelett, beläget vid ryggradens slut. Benet har uppkommit genom att 3–5 (oftast 4) svanskotor smält samman.
Hos äldre individer växer svansbenet samman med korsbenet.